# Уилям Ландей
Уилям Ландей (на английски: William Landay) е американски юрист и писател на бестселъри в жанра трилър.

## Биография и творчество
Уилям Ландей е роден през юли 1963 г. в Бостън, Масачузетс, САЩ. Завършва Латинската гимназия в Роксбъри. После завършва Йейлския университет и Колежът по право в Бостън.
След дипломирането си работи седем години като помощник областен прокурор на област Мидълсекс. В началото на 30-те си години решава да напусне работата си и да се опита да напише роман. За да се издържа докато пише, работи вечерно време като барман. През 2000 г. се жени и по-късно има двама сина.
Първият му трилър „Mission Flats“ е издаден през 2003 г. Сюжетът се развива във Версай, малък град в Мейн, където началникът на полицията Бен Труман разследва заедно с пенсиониран полицай ветеран загадъчно убийство, свързвайки го със случаи от преди 10 години. Романът става бестселър и е удостоен с наградата „Кървав кинжал“ за дебют на Асоциацията на британските писатели на криминални романи.
През 2012 г. е издаден трилърът му „Да защитаваш Джейкъб“. Главният герой е прокурорът Анди Барбър, който има желязна воля и мрачна тайна в миналото, трябва да защити синът си, който е обвинен в жестоко убийство, и да разкрие мистерията на доказателства и подозрения, за да спаси семейството си. Романът бързо става бестселър и е номиниран за различни награди. Предпочетен е и за екранизиране.
Уилям Ландей живее със семейството си край Нютън край Бостън.

## Произведения

### Самостоятелни романи
- Mission Flats (2003)
- The Strangler (2007)
- Defending Jacob (2012)
Да защитаваш Джейкъб, изд.: ИК „Бард“, София (2014), прев. Владимир Зарков

### Екранизации
- Defending Jacob – в разработка